# Adrie Koster
Adrianus Cornelis „Adrie“ Koster (* 18. November 1954 in Zierikzee, heute zu Schouwen-Duiveland) ist ein ehemaliger niederländischer Fußballspieler und heutiger -trainer.

## Spielerkarriere
Als aktiver Fußballer spielte Adrie Koster bei Roda Kerkrade und der PSV Eindhoven. Insgesamt bestritt er dort knapp 100 Ehrendivisionsspiele. Am 2. Oktober 1982 beendete er bereits mit 27 Jahren seine Profilaufbahn.

## Nationalmannschaft
Während seiner Zeit bei Kerkrade absolvierte Koster 1978 auch drei Länderspiele für die niederländische Fußballnationalmannschaft. Sein erstes am 20. September gegen Island und sein letztes am 20. Dezember gegen Deutschland. Bei der Fußball-Europameisterschaft 1980 gehörte er zwar zum Kader, kam jedoch in allen drei Gruppenspielen nicht zum Einsatz.

## Trainerkarriere
Drei Jahre nach dem Ende seiner aktiven Spielerkarriere startete Adrie Koster im Trainergeschäft. Erste Station war der Zweitligist FC Eindhoven, wo er ein Jahr als Co-Trainer tätig war. Danach ging er zum Erstligisten Willem II Tilburg, wo er an der Seite von Piet de Visser arbeitete. Nachdem sich der Klub unter dessen Leitung zwei Spielzeiten im Abstiegskampf wiedergefunden hatte, wurde die Leitung der Mannschaft Koster übertragen. Aber auch unter ihm blieb der Erfolg aus, so dass er nur knapp ein Jahr im Amt war und 1991 wiederum von de Visser abgelöst wurde. 
1991 ging Koster zu Roda Kerkrade, wo er bereits als Spieler aktiv war. Zwei Jahre später löste ihn Huub Stevens als Cheftrainer ab und Koster trat wieder den Gang in die zweite Liga an, um bei Helmond Sport anzuheuern. Bis 1997 trainierte er mit TOP Oss noch einen weiteren Verein, ehe er zu Excelsior Rotterdam wechselte. Dort hatte Koster seine bisher längste Anstellung und schaffte 2002 den Aufstieg in die Ehrendivision. Die Klasse konnte jedoch nicht gehalten werden, Koster wurde entlassen. In der Folgesaison schaffte er es mit dem VVV Venlo in die Relegationsspiele, konnte den Verein jedoch nicht in die erste Liga führen. Nächste Station war der RKC Waalwijk, wo Koster nach einem einjährigen Engagement wegen Erfolglosigkeit entlassen wurde.
2007 wurde er zum Jugendtrainer in der Nachwuchsabteilung von Ajax Amsterdam. Als der damalige Chefcoach der ersten Mannschaft, Henk ten Cate, zum FC Chelsea wechselte, wurde Koster zu dessen Nachfolger bestellt. Ab der Saison 2008/09 wurde er durch den neuen Ajax-Coach Marco van Basten abgelöst und trainierte nur noch die zweite Mannschaft des Vereins. Ab der Saison 2009/10 wurde er neuer Cheftrainer beim belgischen Traditionsverein FC Brügge. Am 30. Oktober 2011 wurde er nach einer Serie von 4 Niederlagen in Folge von seinen Aufgaben in Brügge freigestellt. Sein Nachfolger wurde der deutsche Trainer Christoph Daum. Im Sommer 2012 übernahm Koster die Geschicke beim belgischen Erstligisten Beerschot AC, wurde jedoch bereits im November desselben Jahres wieder entlassen.
2014 folgte Koster Albert Stuivenberg als Trainer von Jong Oranje, der niederländischen U-21-Nationalmannschaft nach. Sein Debüt Anfang September 2014 endete mit einer „schmerzhaften“ 0:1-Heimniederlage in der EM-Qualifikation gegen die georgische U-21-Auswahl, die unter seinem Vorgänger in Georgien mit 6:0 geschlagen worden war.
Am 25. November 2014 wurde Koster Assistent von Huub Stevens beim VfB Stuttgart. Am 30. Juni 2015 verließ er den VfB Stuttgart wieder. 
Am 26. August 2015 wurde Koster Assistent von Bert van Marwijk bei der saudi-arabischen Fußballnationalmannschaft.